# Voorstraatshaven
De Voorstraatshaven is een haven die dwars door het historische centrum van Dordrecht loopt. Het is de oudste haven van de stad en was oorspronkelijk een kleiige kreek of geul op een dikke veenlaag. Deze geul werd de Thuredrith of Thuredrech(t) genoemd en is de plek waar Dordrecht is ontstaan. Een van de oudste bruggen over de Voorstraatshaven is de Pelserbrug, die in 1284-1285 werd gebouwd.

## Naamgeving
Oorspronkelijk werden de Voorstraatshaven en Wijnhaven gezamenlijk Oude Haven of – tot de aanleg van de Nieuwe Haven in 1410  – kortweg Haven genoemd, beginnend bij de Boombrug bij het Groothoofd en eindigend bij de Leuvebrug naast bij de Grote Kerk. De vroegste vermelding van de naam Voorstraatshaven stamt voor zover bekend uit 1868. In deze tijd vormde de Tolbrug – het huidige Scheffersplein – de grens tussen Voorstraatshaven en Wijnhaven. In 1960 besloot de gemeenteraad dat de Voorstraatshaven doorliep tot de Nieuwbrug en dat de Wijnhaven zich voortaan beperkte tot het deel van de Oude Haven ten noorden ervan.

## Geschiedenis
In de 13e eeuw werd het stadsgebied rond de Voorstraatsshaven bepaald door kloosters. Omdat het verboden was te bouwen tussen de Grote Kerk en de Visbrug, was er voor een lange tijd geen bebouwing aanwezig tussen de Voorstraat en de Voorstraatshaven.
Hoewel de Oude Haven niet toegankelijk was voor grote schepen, maakten de handel en de scheepvaart vanaf de 16e eeuw wel degelijk gebruik van de haven.
In een Hollandse stad als Dordrecht was het in de 19e eeuw nog slecht gesteld met de volksgezondheid, mede door de aanwezigheid van vaak stilstaand water. In 1862 bleek uit onderzoek dat er een relatie bestond tussen het sterftecijfer en de wijk waar men woonde. Het gebied ten noorden van de Voorstraatshaven was het gezondste gedeelte van de stad. Het was relatief gezond wonen aan de rivierzijde, hoewel de Grotekerksbuurt een uitzondering was.

## Galerij

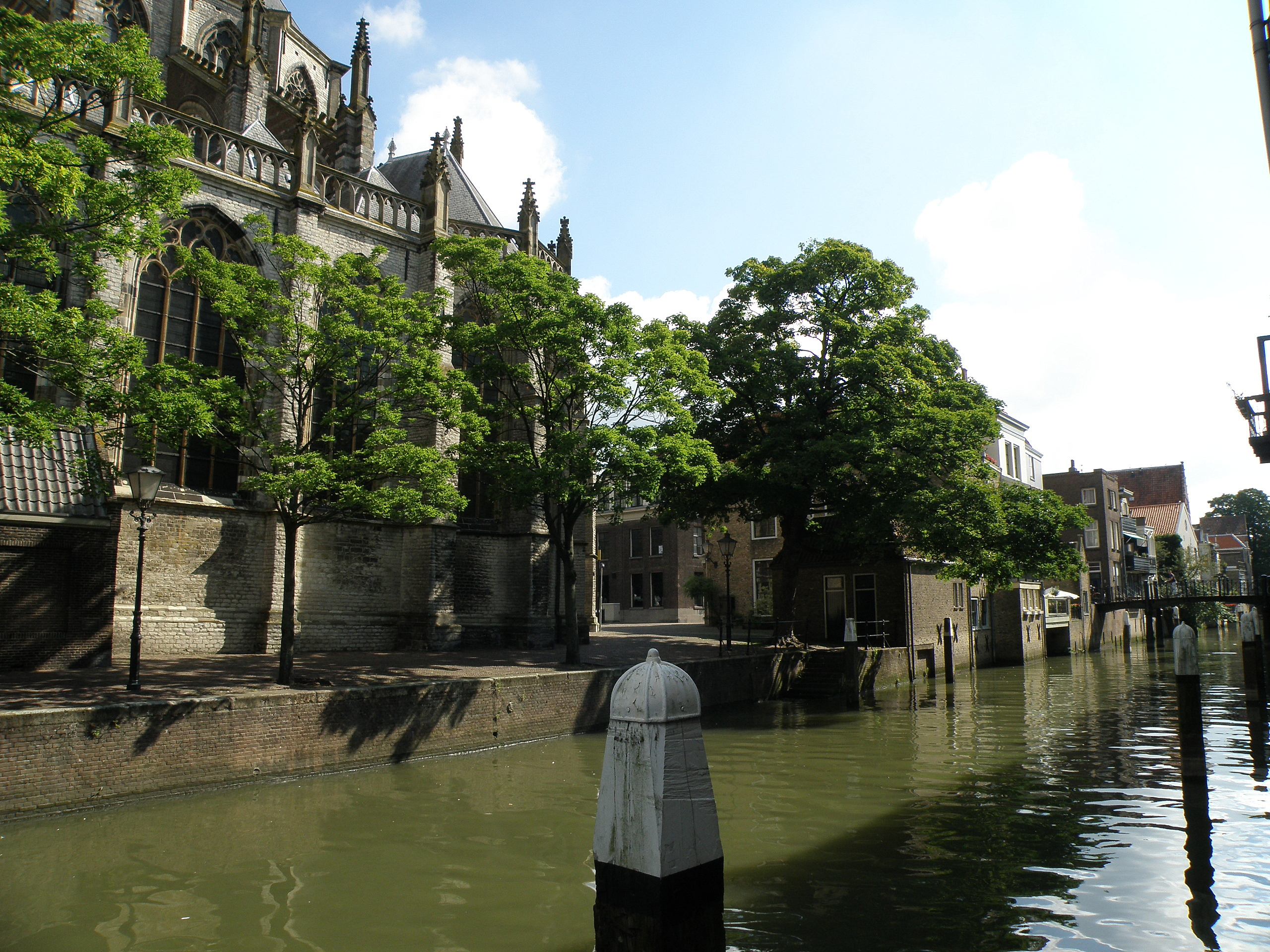
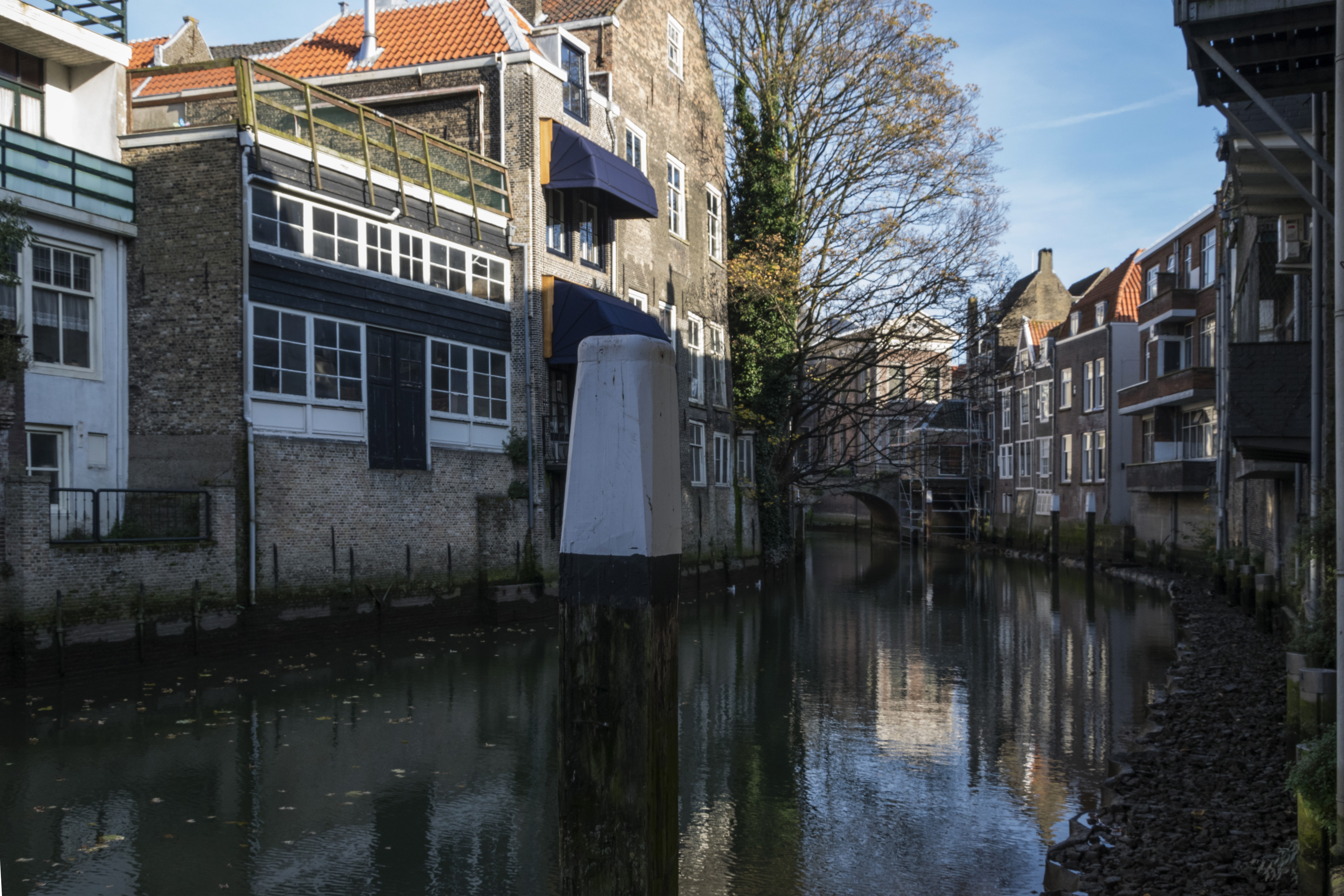
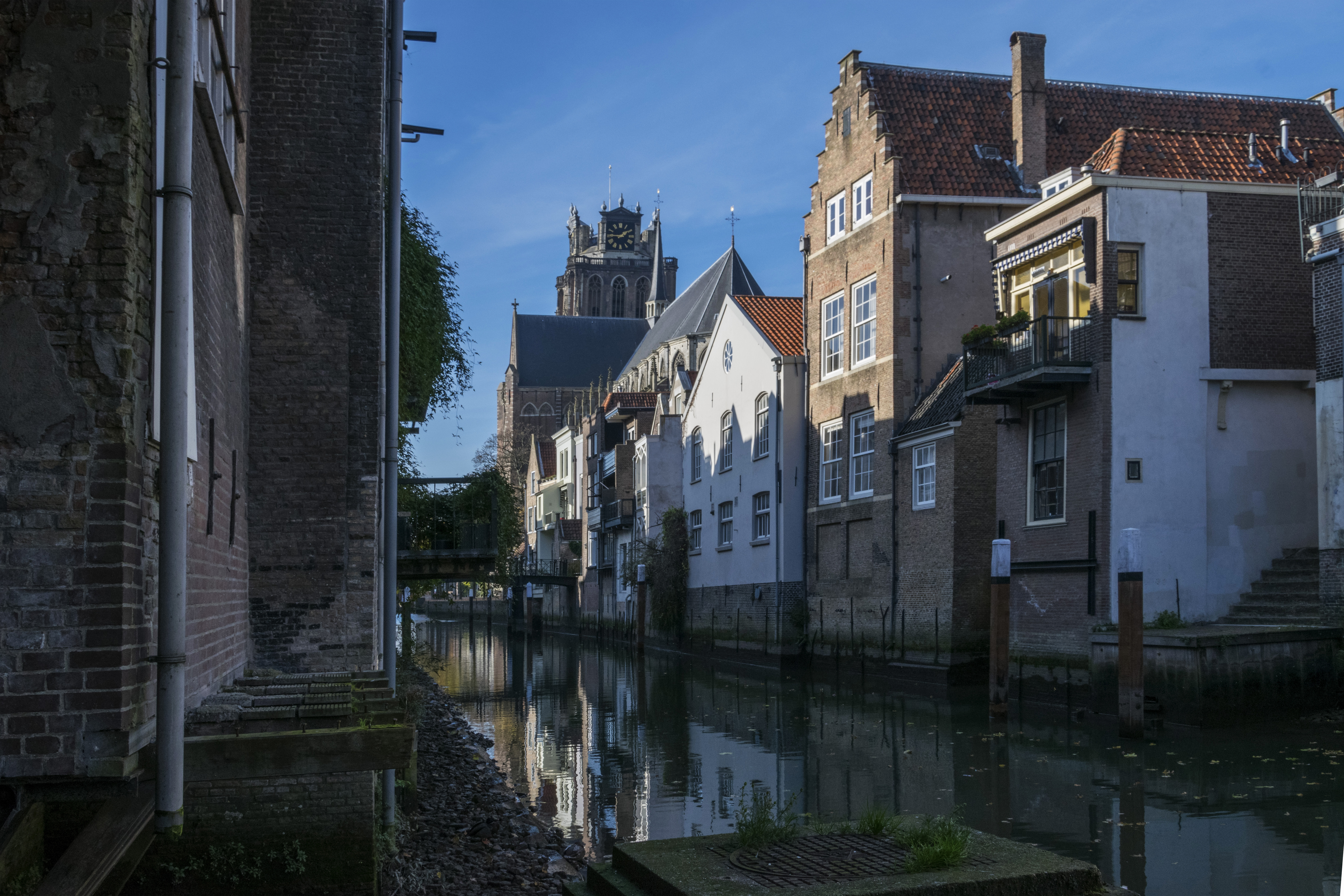
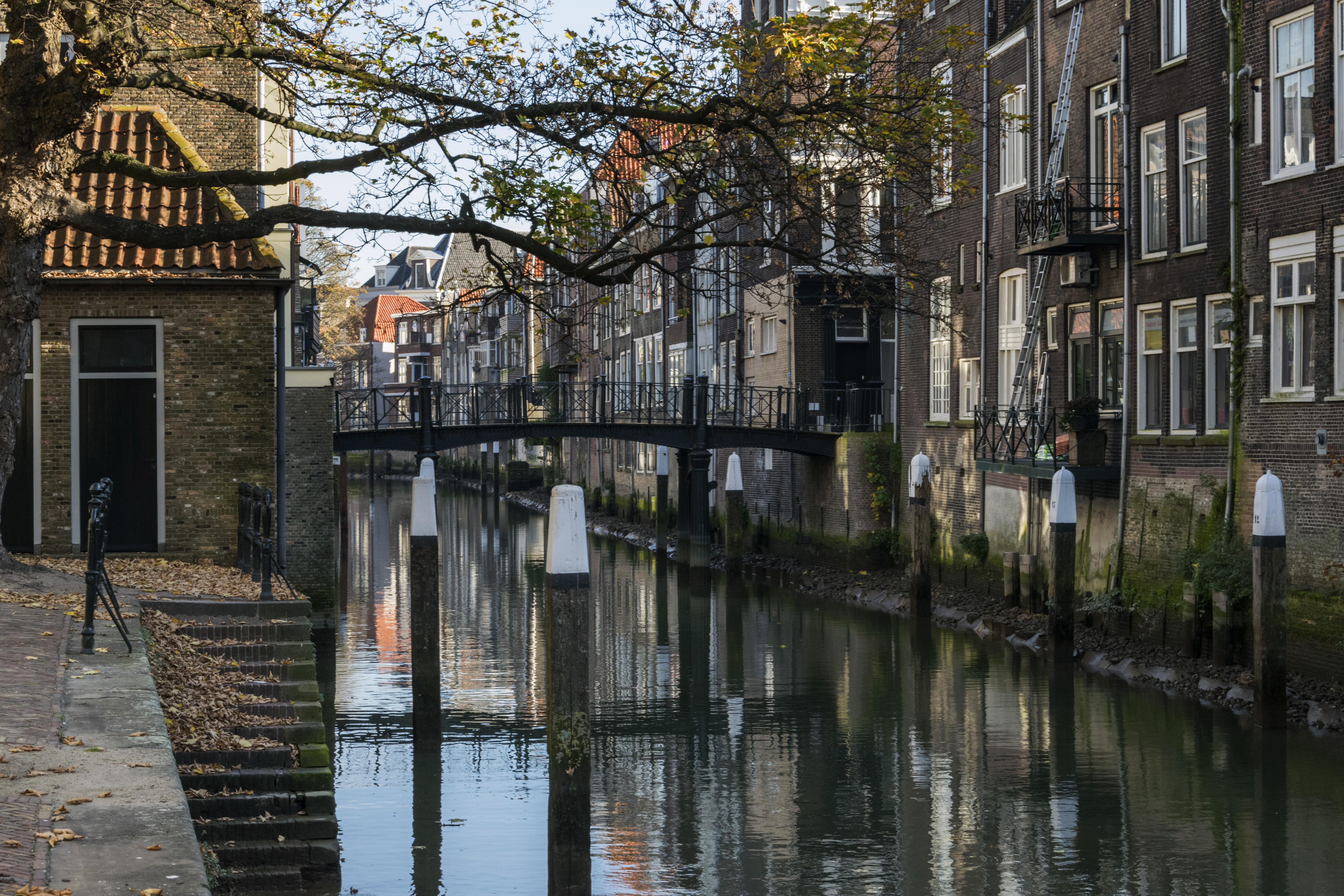
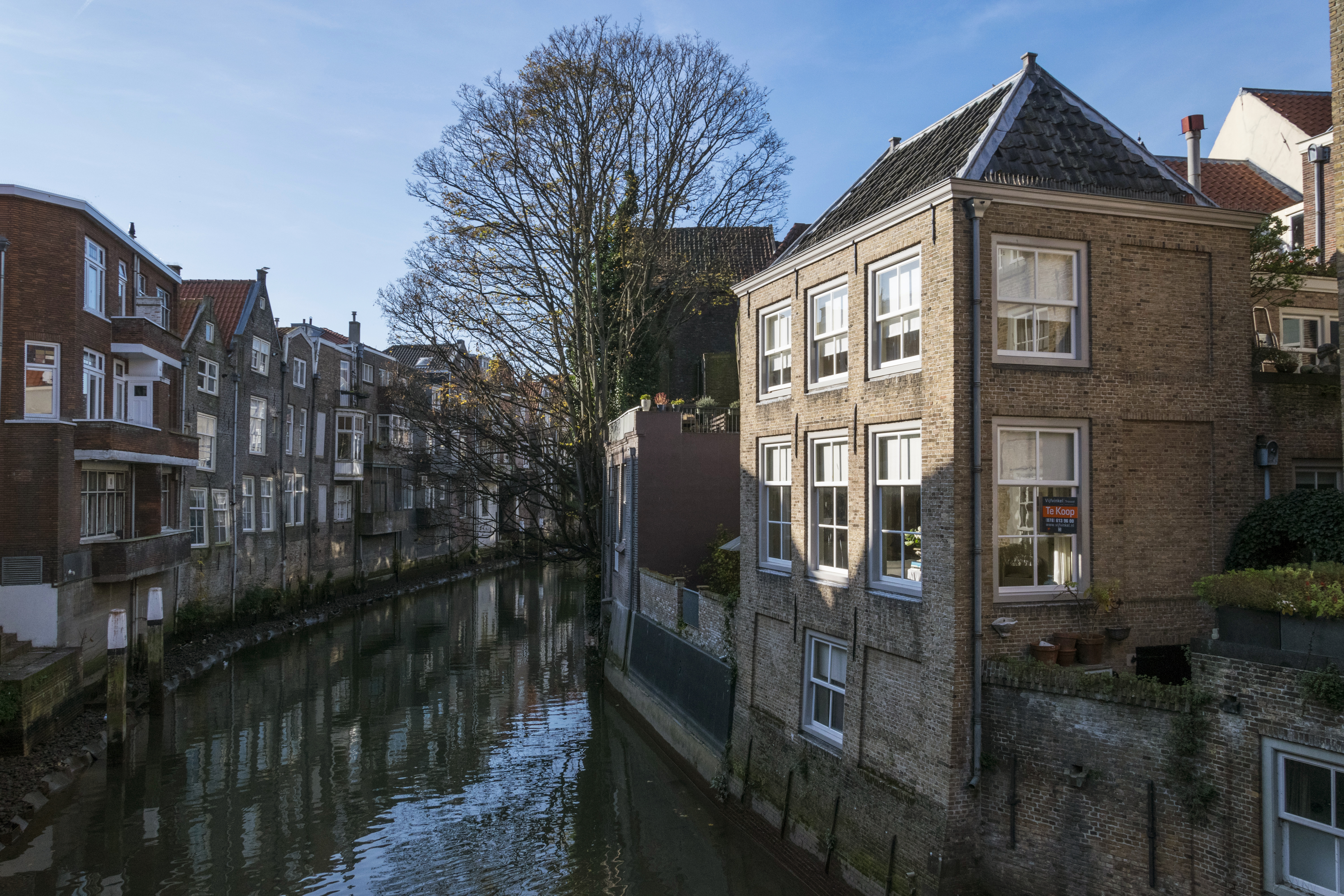
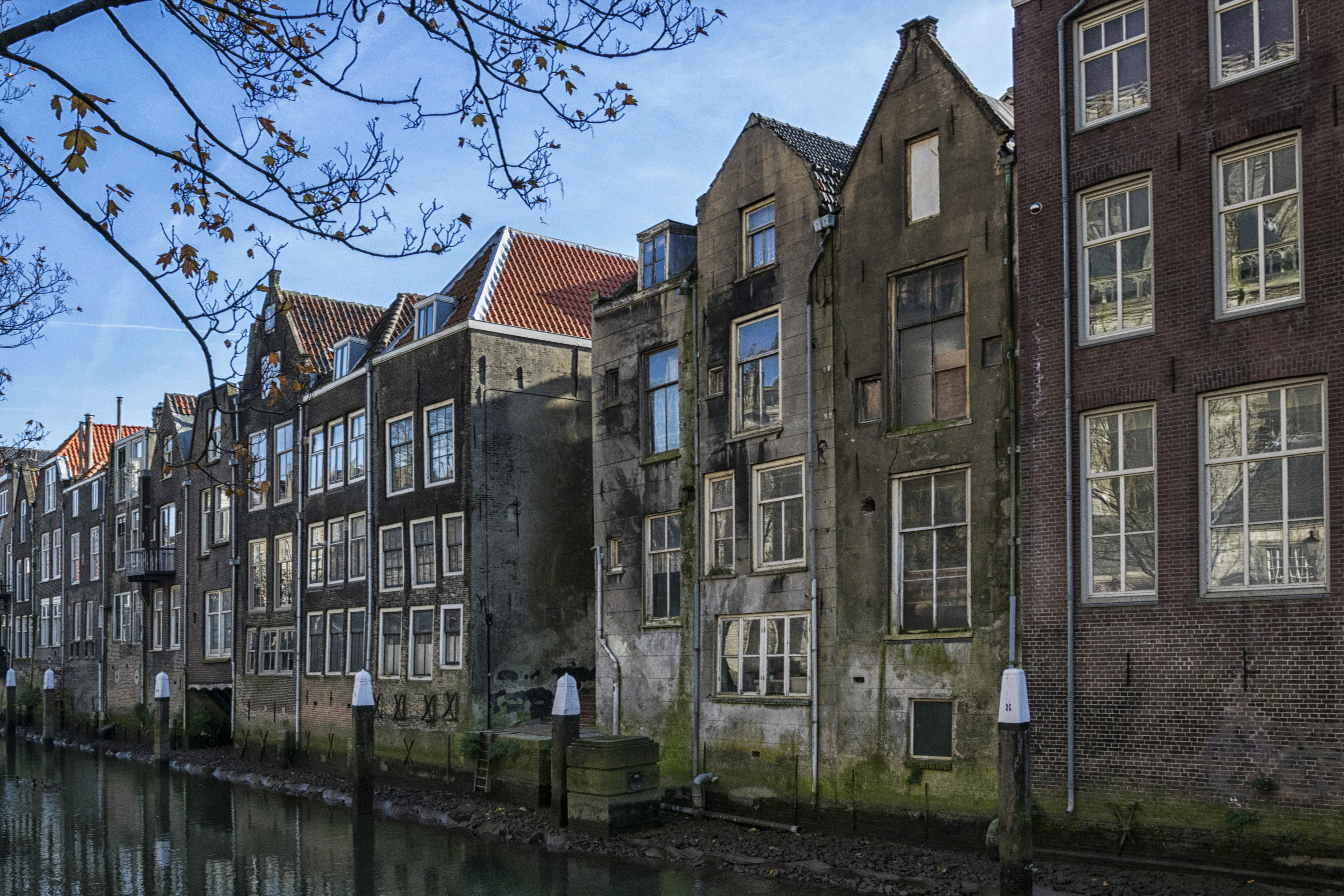

## Trivia
- Een dag na zijn vrijlating werd het levenloze lichaam van Joop Wilhelmus in de Voorstraatshaven aangetroffen.